# Simineh
Le Simineh rud (persan : سیمینه‌رود), également connu sous le nom de Tatavi chay (ou Tatāhū čāy) en kurde, est une rivière d'Iran.
Comme sa rivière jumelle[pourquoi ?], Zarineh  elle prend sa source dans les monts Zagros, près de Saqqez, dans la province iranienne du Kurdistan, part vers le nord et débouche dans le lac d'Ourmia.
Elle passe à l'ouest de Boukan.